# Найден жив
«Найден жив» — российский интерактивный драматический веб-сериал с игровыми и обучающими механиками. Сериал состоит из двух сезонов. Сюжет разворачивается вокруг деятельности поисково-спасательного отряда «Лиза Алерт», занимающегося поиском пропавших людей.
Премьерный показ первого сезона состоялся на официальном сайте проекта 31 июля 2020 года. Премьера была приурочена к юбилею с момента основания ПСО «ЛизаАлерт», которому осенью 2020 года исполнилось 10 лет. Второй сезон «НАЙДЕН_ЖИВ. ПОБЕГ ЗА МЕЧТОЙ» вышел в онлайн-кинотеатре «IVI» 5 октября 2021 года. Для второго сезона это стало эксклюзивной премьерой линейной версии сериала. Интерактивная версия сериала стала доступна к просмотру 1 ноября 2021 года на официальном сайте сериала.
Режиссёром и продюсером сериала являются Ольга Арлаускас и Никита Тихонов-Рау. Проект реализован АНО «Лаборатория социальных коммуникаций «Третий сектор». Создателями интерактивных механик проекта является команда «Студии интерактивного контента».
Проект реализуется при поддержке Института развития интернета (ИРИ).

## Сюжет

#### Сезон 1 (2020)
Пятилетний Костя с родителями приезжают на природу на пикник. Мальчик увлекся во время прогулки и потерялся. Поняв это, родители вызвали не только полицию, но и поисково-спасательный отряд «ЛизаАлерт». На помощь приходят волонтёры организации «Лиза Алерт». Участники отряда разворачивают поиски, действуя согласованно, без паники и без промедлений. Глава штаба с позывным «Леший» оперативно начинает поиски мальчика, ведь дорога каждая минута.

#### Сезон 2 (2021)
Главные герои истории — друзья-старшеклассники Лиса и Макс. У Лисы конфликт с авторитетным отчимом и со сверстниками, которые считают, будто она слишком «зазналась». Макс не может найти общий язык с матерью, которая не верит в его мечту стать художником, устраивает бурные истерики и даже поднимает на сына руку. Сбегая вдвоем из школьного и домашнего ада, одинокие подростки идут на большой риск. Кроме того, младший брат Лисы, страдающий расстройством аутистического спектра, уговаривает ее взять его с собой. На помощь в поисках подростков приходят добровольцы поисково-спасательного отряда «ЛизаАлерт», которые пытаются проследить путь трех детей, выясняя о них то, о чем не знали или умалчивали их родители. А тем временем сами беглецы попадают в затруднительные и даже опасные ситуации, поэтому каждый час на счету.

## Персонажи

### В главных ролях
1 сезон
- Николай «Леший» — Артур Смольянинов

2 сезон
- Николай «Леший» — Артур Смольянинов
- Андрей, отчим Лисы — Андрей Смоляков

Также в обоих сезонах в актерский состав были приглашены настоящие поисковики ПСО «ЛизаАлерт» для того, чтобы по-настоящему погрузить зрителя в процесс поиска людей.

## Интерактивный формат
Веб-сериал «НАЙДЕН_ЖИВ» является интерактивным. Основой проекта служит платформа собственной разработки «Студии Интерактивного Контента», на базе которой строятся интерактивы. Игровые механики, квесты, тесты являются основой технологических решений, включая себя образовательный слой. За счет интерактивных элементов был достигнут эффект полного погружения зрителей в атмосферу сериала. «Каждый пользователь сможет не только влиять на сюжет, но и взаимодействовать с развлекательным и обучающим контентом, интегрированным в сериал», — говорит Павел Косяков, продюсер интерактивного контента проекта, директор «Студии Интерактивного Контента».